# Sara Hagström
Sara Maria Hagström, född 25 mars 1995 och uppvuxen i Sandhem och Falköping, är en svensk teknisk konsult och idrottsman.

## Idrottskarriär
Hagström tävlar i orientering för klubben IFK Göteborg. Hon blev världsmästare i både sprintstafett och skogsstafett vid Världsmästerskapen i orientering 2021. Sara Hagström har utöver sina mästerskapsmeriter vunnit totalsegern i O-Ringen sju gånger som ungdom och junior, samt två gånger (2022 och 2023) i damernas huvudklass D21 Elit. Hon gjorde senior-VM-debut under Världsmästerskapen i orientering 2016 i Strömstad.
Hon var med i det svenska stafettlag som tillsammans med Lina Strand och Tove Alexandersson tog guld vid europamästerskapen i Estland 2022.
Säsongen 2023 inleddes med individuell seger i medeldistans vid världscuptävlingarna i norska Våler, Östfold (Medeldistans) och andra plats i långdistans, båda efter hård och tät kamp med Tove Alexandersson som tog segern i långdistansen. Vid VM 2023 vann hon guld tillsammans med Hanna Lundberg och Tove Alexandersson i stafett. Under O-ringen i Åre vann hon damernas elitklass med en marginal på nästan fem minuter till tvåan Hanna Lundberg. Säsongen avslutades med att vid EM i italienska Verona vinna guld i den individuella sprinten.  och dessutom ytterligare ett guld i sprintstafett när Sverige för första gången blev europamästare i grenen sprintstafett  
som infördes vid EM 2016.
Hagström är äldre syster till längdskidåkaren Johanna Hagström.